# Río Madalena
El río Madalena es un río del noroeste de la península ibérica, que discurre por la provincia de Lugo, Galicia, España. Recorre el noroeste de la Comarca de Tierra Llana y tiene su nacimiento en la sierra de Carba, en el municipio de Villalba.
Es afluente del río Ladra, con el que entronca al pasar a las orillas de Villalba.